# Katherine Maher
Katherine Maher (Wilton, 18 de abril de 1983) é uma executiva estadunidense.
Ocupou a função de diretora executiva da Fundação Wikimedia de março de 2016 a abril de 2021. Antes de ocupar esse cargo, atuou como diretora de comunicação na mesma fundação.
Trabalhou no Banco Mundial e na UNICEF. No Banco Mundial, desenvolveu atividades para promover as tecnologias da informação como recursos para a democratização e a melhoria de governança na África.
Em 2023, tornou-se CEO da Web Summit após a demissão de Paddy Cosgrave.